# Comté de Middlesex (Virginie)
Pour les articles homonymes, voir Comté de Middlesex.
Le comté de Middlesex est un comté de Virginie, aux États-Unis.